# Ebner Joch
Ebner Joch är en bergstopp i Österrike.   Den ligger i distriktet Schwaz och förbundslandet Tyrolen, i den västra delen av landet, 400 km väster om huvudstaden Wien. Toppen på Ebner Joch är 1 957 meter över havet, eller 425 meter över den omgivande terrängen. Bredden vid basen är 1,6 km. Ebner Joch ingår i Sonnwend Gebirge.
Terrängen runt Ebner Joch är huvudsakligen bergig, men österut är den kuperad. Närmaste större samhälle är Jenbach, 3,8 km söder om Ebner Joch. 
I omgivningarna runt Ebner Joch växer i huvudsak blandskog. Runt Ebner Joch är det ganska glesbefolkat, med 42 invånare per kvadratkilometer.